# 군종의 시간 (원음방송)
《군종의 시간》은 대한민국의 방송국 원음방송의 라디오 채널 WBS FM에서 본방송은 매주 토요일 오전 11시부터 낮 12시, 재방송은 매주 토요일 밤 9시부터 밤 10시까지 방송하는 라디오 프로그램이다. 군대를 다녀왔거나 다니고 있는 혹은 다녀올 청년과 가족 등 모두를 청취 대상으로 하며, 밝고 희망찬 이야기들로 즐거운 시간을 만들어 드립니다. 원불교 군종병들의 마음공부 이야기를 만나보고 군종장교 및 군종 교무님들의 역할을 조명해, 원불교 군종에 대한 인식을 제고하고 존재 가치를 높입니다. 

## 진행자
- 박민수

## 같이 보기
- WBS FM